# Новый Миасс
Но́вый Миа́сс — деревня в Аргаяшском районе Челябинской области. Входит в состав Байрамгуловского сельского поселения.
Расположена на берегу реки Миасс. Ближайший населённый пункт — деревня Мавлютова. Расстояние до районного центра, села Аргаяш — 44 км.

## Население
| 2002 | 2010 |
| ---- | ---- |
| 213  | ↘164 |

По данным Всероссийской переписи, в 2010 году численность населения деревни составляла 164 человека (77 мужчин и 87 женщин).

## Улицы
Уличная сеть деревни состоит из 2 улиц и 1 переулка.